# Audrey Sale-Barker
Audrey Florice Durell Douglas-Hamilton, Countess of Selkirk, geb. Drummond-Sale-Barker (* 15. Januar 1903 in London; † 21. Dezember 1994 in Dorset) war eine britische Skirennfahrerin und Pilotin.

## Herkunft und Ehe
Sie kam als Tochter von Maurice Drummond-Sale-Barker zur Welt, ihre Großmutter väterlicherseits war die Kinderbuchautorin Lucy Sale-Barker (* 1841; † 1892). Am 6. August 1947 heiratete sie George Douglas-Hamilton, 10. Earl of Selkirk und nahm dessen Nachnamen an und führte fortan den Höflichkeitstitel Countess of Selkirk. In späteren Jahren zog sich Audrey Sale-Barker aus der Öffentlichkeit zurück und wirkte vornehmlich wohltätig. 1994 starb sie nur knapp einen Monat nach ihrem Ehemann. Das Paar hatte keine Kinder.

## Sportliche Laufbahn
Sale-Barker war Gründungsmitglied des von Arnold Lunn ins Leben gerufenen Ladies’ Ski Club. Ihre Erfolge setzten 1929 ein, als sie bei einem von der FIS organisierten internationalen Abfahrtsrennen in Zakopane neben ihrer Landsfrau Doreen Elliott eine von nur zwei startenden Frauen war, gleich den 14. Platz belegte und dabei 48 Männer hinter sich ließ. Im selben Jahr gewann Sale-Barker sowohl die Abfahrts- als auch die Kombinationswertung in der Damenkonkurrenz des Arlberg-Kandahar-Rennens. Diesen Erfolg konnte sie 1933 wiederholen und sich zudem noch den Titel im Slalom sichern. Mit ihren fünf Siegen ist sie bis heute eine der erfolgreichsten Teilnehmerinnen dieses Wettbewerbs. Auf Grund ihrer Leistung, in vier verschiedenen Jahren beim Arlberg-Kandahar-Rennen dreimal eine Podestplatzierung erzielt und eine Kombination gewonnen zu haben, verlieh man ihr 1935 als erster Frau die diamantene Kandahar-Nadel. Die nachstehende Tabelle fasst ihre Rennsiege zusammen.
| Datum | Rennen                  | Ort                  | Disziplin   |
| ----- | ----------------------- | -------------------- | ----------- |
| 1929  | Arlberg-Kandahar-Rennen | St. Anton am Arlberg | Abfahrt     |
| 1929  | Arlberg-Kandahar-Rennen | St. Anton am Arlberg | Kombination |
| 1931  | Arlberg-Kandahar-Rennen | Mürren               | Abfahrt     |
| 1931  | Arlberg-Kandahar-Rennen | Mürren               | Slalom      |
| 1931  | Arlberg-Kandahar-Rennen | Mürren               | Kombination |

Sie nahm zudem an den Alpinen Skiweltmeisterschaften 1931 in Mürren, 1932 in Cortina d’Ampezzo und 1934 in St. Moritz teil. Zwar konnte sie sich bei ihrem zweiten Antritt die Silbermedaille im Slalom sichern, doch in Erinnerung blieben auch ihre addiert fünf vierten Ränge bei den drei Austragungen: 1931 im Slalom, 1932 in der Abfahrt und der Kombination und 1934 erneut in der Abfahrt und der Kombination.
Die US-amerikanische Skirennfahrerin Alice Kiare beschrieb Sale-Barker mit folgenden Worten:
„Audrey Sale-Barker machte einen außergewöhnlichen Eindruck auf jeden, der sie skifahren sah. Sehr groß, extrem schlank, ihre Größe betont durch Hosen so lang, dass sie den Boden um ihre Stiefel berührten, helles honigfarbenes Haar, ein vager träumerischer Ausdruck und wenn sie skifuhr, kann ich sie nur als Schlafwandlerin beschreiben. Sie stand sehr aufrecht mit beiden Armen vor sich gehoben, sie hatte wenig oder keine Kraftreserven in einem Rennen, gab alles, was sie hatte und brach oftmals ohnmächtig zusammen, wenn das Rennen vorbei war. Sie hatte unglaublichen Mut und ich werde nie vergessen, wie ich sie den letzten steilen Abhang des Dengert am Ziel der Arlberg-Kandahar 1928 absolut gerade nehmen sah, mit erhobenen Armen wie jemand in einer Trance.“

## Fliegerei

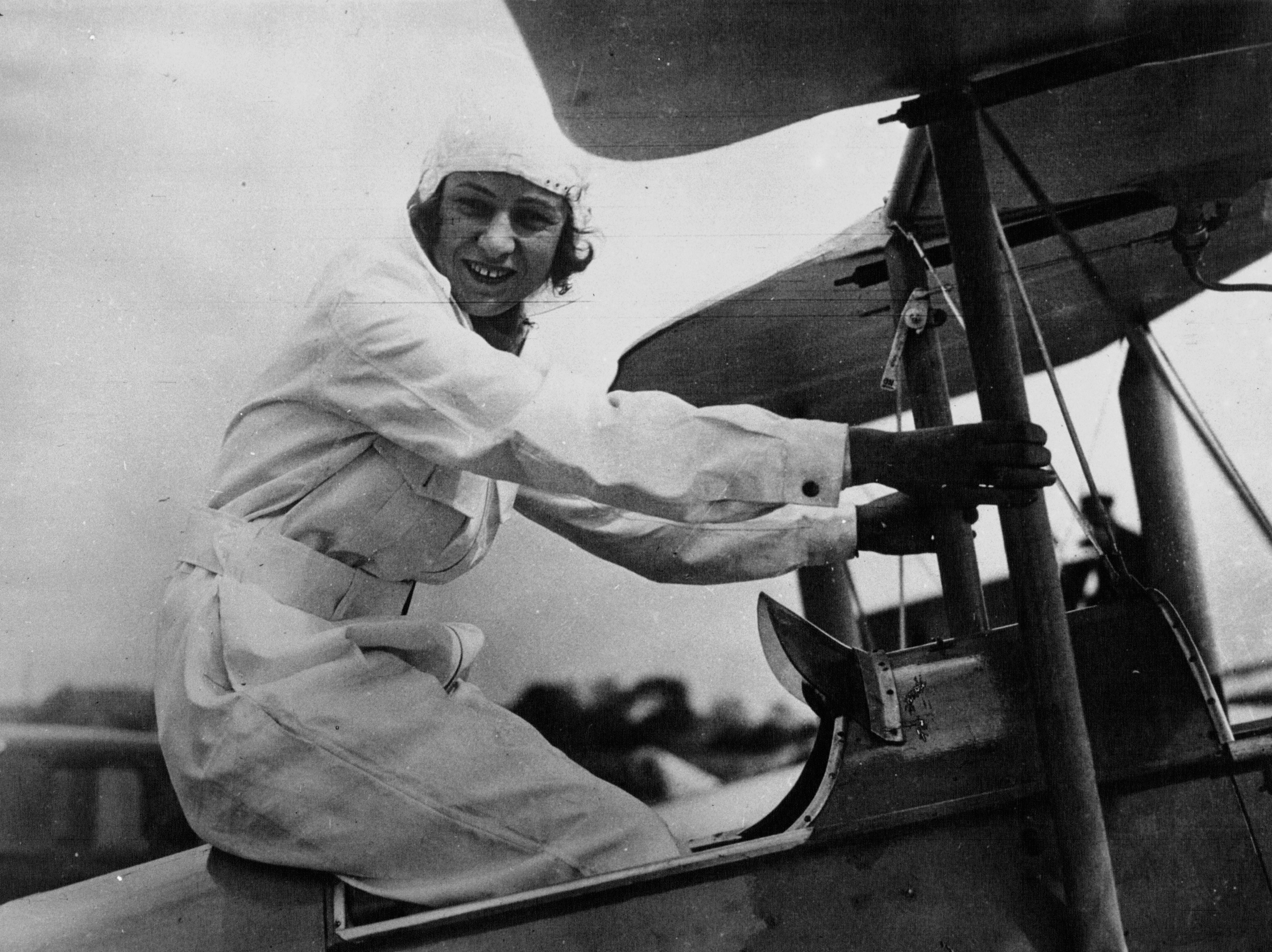
Audrey Sale-Barker (1932)

Im Jahr 1929 erwarb Sale-Barker eine Fluglizenz und gab sich in der Folge den Künstlernamen Wendy – in Anlehnung an eine der literarischen Protagonistinnen aus den Kindergeschichten um Peter Pan. Im Oktober und November 1932 unternahm sie gemeinsam mit Joan Page, der Tochter des Chief Justice in Burma Sir Arthur Page, in einer De Havilland DH.60 einen Flug von London nach Kapstadt. Zunächst wurde das Duo in Kairo aufgehalten, da die sudanesischen Behörden ihnen kein Überflugrecht gewähren wollten, doch letztendlich glückte die Reise. Der Rückflug fand Anfang des nächsten Jahres statt, doch am 14. Januar 1933 verloren die Frauen in tiefhängenden Wolken die Orientierung und wurden von starken Windböen vom Kurs abgebracht. Das Flugzeug stürzte etwa 65 Kilometer südlich von Nairobi im Tropenwald auf einem felsigen Höhenzug ab. Page erlitt einen Beinbruch und Sale-Barker zog sich leichte Kopfverletzungen zu. Die schnell veranlasste Rettungsaktion erregte großes mediales Aufsehen im Vereinigten Königreich und wurde intensiv von den tagesaktuellen Printmedien begleitet. Auf der Suche nach Wasser stieß Sale-Barker auf einen Massai und überreichte ihm mit der Bitte, Hilfe zu holen, einen Zettel, auf den sie in Ermangelung anderer Schreibgeräte mit Lippenstift „Please come and fetch us. We've had an aircrash and are hurt.“ notiert hatte. Am 16. Januar sichtete der Pilot eines Erkundungsfluges das Wrack mit den zwei Verletzten, konnte allerdings nicht landen. Aufgrund seiner Meldung rüstete man eine Rettungsmannschaft aus, die die Frauen bald erreichte. Page wurde mit einem Lazarettflugzeug ausgeflogen und Sale-Barker im Auto mitgenommen.
Sale-Barker trat im Juni 1940 der Air Transport Auxiliary bei, einer Gruppe erfahrener Piloten, die im Zweiten Weltkrieg Versorgungsflüge für Basen der Royal Air Force übernahmen. Zu ihrer dortigen Kollegin Amy Johnson entwickelte sich eine enge Freundschaft.